# تكنولوجيا المعلومات في المغرب
يشهد قطاع تكنولوجيا المعلومات في المغرب توسعا كبيرا، حيث يعتبرالمغرب أول بلد في شمال إفريقيا يقوم بتركيب شبكة 3G. وقفز عدد المشتركين في الإنترنت في البلاد بنسبة 73% في عام 2006 مقارنة بالعام السابق. علاوة على ذلك، فإن الموقع البحري الجديد في الدار البيضاء، المزود بأحدث التقنيات وغيرها من الحوافز، قد جذب انتباه العديد من الشركات العالمية المتعددة الجنسيات. لقد أصبح إنشاء مراكز الخدمة الخارجية في البلاد أمرًا مغريًا.
ونظراً لمعدل النمو الهائل، فمن المتوقع أن تساهم أنشطة نقل الخدمات إلى الخارج وتكنولوجيا المعلومات بنحو 500 مليون دولار في الناتج المحلي الإجمالي للبلاد، وأن توظف 30 ألف شخص بحلول عام 2015. ويمثل قطاع الاتصالات بالفعل نصف إجمالي الاستثمارات الأجنبية المباشرة التي استقبلها المغرب خلال السنوات الخمس الماضية.

## قطاع تكنولوجيا المعلومات
حقق قطاع تكنولوجيا المعلومات عائدات بقيمة 7 مليارات درهم (910.000 مليون دولار) في عام 2007، وهو ما يمثل زيادة بنسبة 11٪ مقارنة بعام 2006. وبلغ عدد المشتركين في الانترنت المغاربة سنة 2007 نحو 526.080، أي بزيادة قدرها 31.6% مقارنة بالسنة السابقة وزيادة بنسبة 100% مقارنة بسنة 2005. ولا يزال معدل الانتشار الوطني للاشتراكات في الإنترنت منخفضا، على الرغم من ارتفاعه من 0.38% في عام 2004 إلى 1.72% في عام 2007. ومع ذلك فإن أكثر من 90% من المشتركين لديهم اتصال (خط المشترك الرقمي غير المتناظر) واسع النطاق، وهي واحدة من أعلى النسب في العالم. وفي حين يظل قطاع الاتصالات هو الرابح الأكبر، حيث يبلغ 33 مليار درهم (4.3 مليار دولار)، فإن تكنولوجيا المعلومات والصناعات الخارجية من المتوقع أن تُدرّ 21 مليار درهم (2.7 مليار دولار) لكل منهما بحلول عام 2012. وبالإضافة إلى ذلك، من المقرر أن يرتفع عدد الموظفين من 40 ألفًا إلى 125 ألفًا. وتأمل الحكومة أن تؤدي إضافة المزيد من المحتوى المحلي إلى الإنترنت إلى زيادة الاستخدام. وكانت هناك أيضًا جهود لإضافة المزيد من أجهزة الكمبيوتر إلى المدارس والجامعات. من المرجح أن تنطلق التجارة الإلكترونية في السنوات القليلة المقبلة، خاصة مع تزايد استخدام بطاقات الائتمان في المغرب. على الرغم من أن استخدام الكمبيوتر والإنترنت قد حقق قفزة كبيرة إلى الأمام خلال السنوات الخمس الماضية، إلا أن سوق تكنولوجيا المعلومات لا يزال في بداياته ويوفر إمكانات كبيرة لمزيد من التطوير.

## الاتصالات
يضم قطاع الهاتف المحمول ثلاثة مشغلين: اتصالات المغرب، الشركة المملوكة للدولة سابقا، بحصة سوقية بلغت 58.2 في المائة في عام 2008. أورنج (مديتيل سابقا) (31.5 في المائة)، ومنذ أبريل 2007، وانا (10.4 في المائة). ومن المتوقع أن تخسر اتصالات المغرب 12 في المائة من حصتها في سوق الهاتف المحمول. وينمو سوق الهواتف المحمولة بسرعة، حيث بلغ عدد المشتركين 22.3 مليون مشترك في سبتمبر 2008. وفي عام 2008، كان لدى أكثر من 64 في المائة من السكان أكثر من هاتف محمول واحد في أسرهم، مقارنة بنسبة 48 في المائة في عام 2005. وقد أدى إدخال خطط برامج الولاء، والاتجاه التنازلي في الأسعار وتعزيز عروض الخدمات على مدى العامين الماضيين، إلى تعزيز خدمات الهاتف المحمول. وفي يونيو 2008، ارتفع معدل انتشار الهاتف المحمول إلى 69.4 في المائة، مقابل 57.8 في المائة في يونيه 2007.
وفي قطاع الهاتف الثابت، تم منح تراخيص اتصالات الجيل الثالث لمشغلين، ميديتل ووانا. تشير البيانات المتعلقة بالهواتف الثابتة التي نشرتها الوكالة الوطنية لتقنين الاتصالات في مارس 2008 إلى معدل انتشار للخطوط الثابتة يبلغ حوالي 13.3 في المائة، مع ارتفاع عدد المشتركين من 1.62 مليون في مارس 2007 إلى أكثر من 2.71 مليون في مارس 2008.

## نقل الخدمات (Offshoring)
في عام 2009، دخل المغرب لأول مرة في قائمة (Gartner) لأفضل 30 دولة، وذلك بفضل المهارات اللغوية لسكانه وتوافقهم الثقافي، خاصة فيما يتعلق بالأسواق الناطقة بالفرنسية في أوروبا. لقد فتح المغرب أبوابه أمام النقل إلى الخارج في يوليو 2006، كأحد مكونات المبادرة الوطنية للتنمية البشرية، وقد اجتذب حتى الآن ما يقرب من نصف مراكز الاتصال الناطقة بالفرنسية التي توجهت إلى الخارج حتى الآن وعدد من المراكز الإسبانية. في عام 2007، كان لدى البلاد حوالي 200 مركز اتصال، بما في ذلك 30 مركزًا كبيرًا الحجم، والتي توظف ما يزيد عن 18000 شخص.

## سياسة الحكومة
تم تحديد مستقبل قطاع تكنولوجيا المعلومات المغربي في (M@roc 2006-2012)، وهي مبادرة قامت بها الحكومة المغربية. وتهدف الخطة إلى زيادة القيمة الإجمالية لقطاع الاتصالات وتكنولوجيا المعلومات من 24 مليار درهم (3.1 مليار دولار) في عام 2004 إلى 60 مليار درهم (7.8 مليار دولار) في عام 2012. وفي عام 2009، أعلن المغرب أنه سينشئ لجنة لحماية البيانات الشخصية. وتأتي هذه الخطوة في الوقت الذي تسعى فيه الدولة إلى تكييف القوانين المتعلقة بمعالجة البيانات الشخصية مع قوانين الاتحاد الأوروبي. ومن المتوقع أن يعزز هذا سوق النقل إلى الخارج والاستعانة بمصادر خارجية. وفي السنوات الأخيرة، أطلقت الحكومة أيضًا العديد من المجمعات العلمية والمناطق المخصصة لتعهيد العمليات التجارية وتكنولوجيا المعلومات.